# Непотопляемость

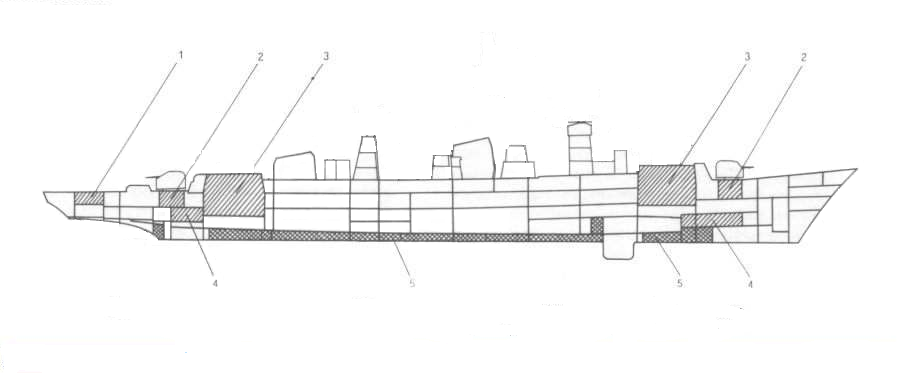
Схема отсеков БПК пр. 61.
Выделены отделения боезапаса (1, 3, 4); подбашенные отделения (2); цистерны (5)

Непотопляемость — способность судна оставаться на плаву и не опрокидываться при повреждении его корпуса и затоплении одного или нескольких отсеков. Также — раздел теории корабля, изучающий это мореходное качество.
В теории корабля рассматривается отдельно, но по существу является составляющей живучести судна. Сохранение непотопляемости поэтому является частью борьбы за живучесть (БЗЖ).
Понятие непотопляемости впервые введено С. О. Макаровым, теория непотопляемости создана А. Н. Крыловым, дополнена и развита И. Г. Бубновым, и др. Первый известный случай применения теории непотопляемости — спрямление броненосца «Орёл», повреждённого в Цусимском сражении.

## Требования непотопляемости
Для обеспечения непотопляемости недостаточно сохранять положительную плавучесть. Судно должно еще плавать не опрокидываясь, иначе возможно потопление даже при положительной плавучести. Поэтому требованием непотопляемости является сохранение остойчивости до полного исчерпания запаса плавучести. Практически это означает, что допускается некоторое снижение плавучести, если оно позволяет сохранить остойчивость и посадку.
В практике судовождения непотопляемость — это способность судна при определенном повреждении отвечать требованиям классификационного общества в отношении плавучести и остойчивости. Например: неуменьшение поперечной метацентрический высоты ниже 0,3 м, сохранение 35 % запаса плавучести и крена не более 2° при нарушении водонепроницаемости любого отсека. Наиболее строгие требования предъявляются к непотопляемости пассажирских судов.

## Пять теоретических случаев затопления

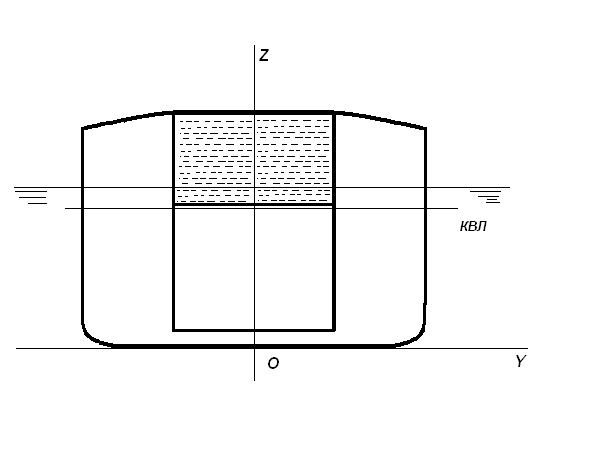
I случай затопления

В теории рассматривается влияние различных случаев затопления на плавучесть, поперечную остойчивость и поперечную посадку (с креном или без). Определение того, к какому случаю относится затопление, важно для выбора способа сохранения (восстановления) непотопляемости и должно обязательно проводиться перед началом мероприятий по БЗЖ.

### I
Судно имеет полностью затопленный отсек (или несколько отсеков), симметричный относительно диаметральной плоскости (ДП). Оно сидит ниже конструктивной ватерлинии (КВЛ) без крена. Самый простой случай затопления. Может уменьшаться начальная метацентрическая высота, остальные факторы, влияющие на непотопляемость, отсутствуют.

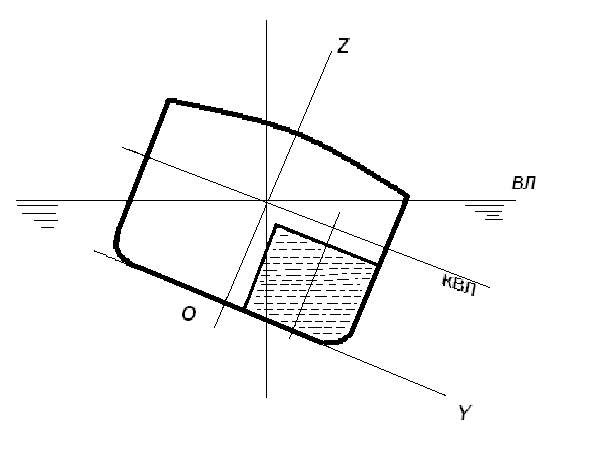
II случай затопления

### II
Судно имеет полностью затопленный отсек (отсеки), несимметричный относительно ДП. Таким образом, оно сидит ниже КВЛ с креном на затопленный борт. Уменьшается метацентрическая высота, уменьшается угол заката диаграммы остойчивости со стороны затопленного борта.

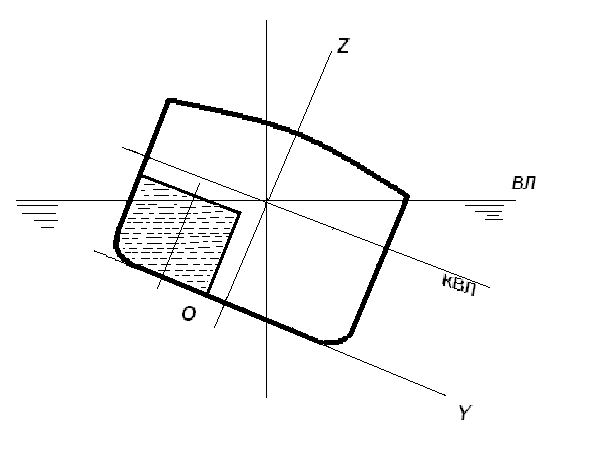
III случай затопления

### III
Судно имеет полностью затопленный отсек (отсеки), несимметричный относительно ДП. Оно сидит ниже КВЛ с креном на борт, противоположный затопленному. Дополнительно к вышеуказанным факторам, возникает опасность переваливания на затопленный борт с ускорением, а значит уменьшается не только статическая, но и динамическая остойчивость.

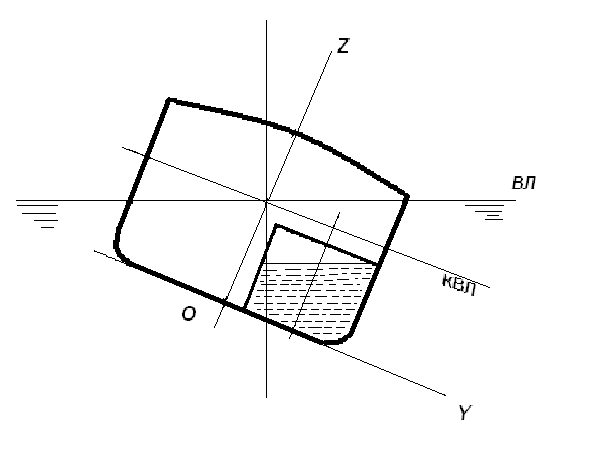
IV случай затопления

### IV
Судно имеет частично затопленный отсек (отсеки), имеющий свободную поверхность. Оно сидит ниже КВЛ с креном. Уменьшается метацентрическая высота, начальная остойчивость отрицательна. Значительно снижается запас динамической остойчивости.

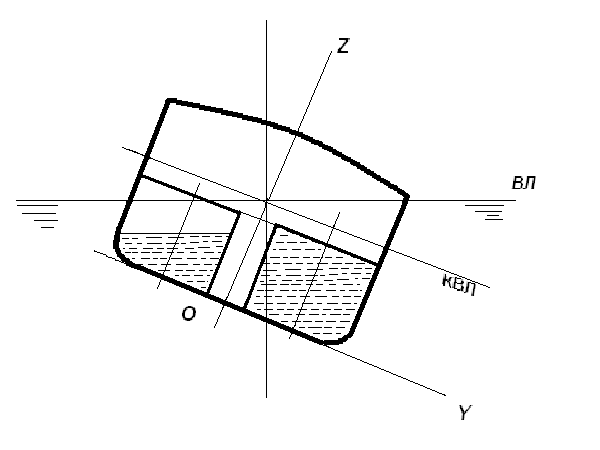
V случай затопления

### V
Судно имеет частично затопленный отсек (отсеки), имеющий свободную поверхность, несимметричный относительно ДП. Оно сидит ниже КВЛ с креном на борт, противоположный затопленному. Самый опасный случай затопления. Помимо резкого снижения запаса динамической остойчивости, имеется опасность переваливания на затопленный борт и последующего опрокидывания.

## Средства обеспечения непотопляемости
Непотопляемость обеспечивается рядом мер:

### Конструктивные
Принимаются при проектировании и постройке, реже — переделки в ходе эксплуатации судна.
Деление внутреннего объёма корпуса судна на водонепроницаемые отсеки по вертикали (палубами) и горизонтали (переборками); соединение отсеков противоположных бортов; устройство двойного дна и двойного борта; установка водоотливных и осушительных средств, и другие.

### Организационные
Принимаются в ходе эксплуатации.
Наблюдение за уровнем льяльных вод, состоянием водонепроницаемых закрытий, перепускной арматуры, шпигатов; контроль целостности корпуса и переборок, нагрузки и расходования грузов, особенно жидких грузов; поддержание в готовности средств БЗЖ.

### Технические
Принимаются в ходе борьбы за живучесть, обычно в результате повреждений.
Устранение крена и дифферента судна путём затопления отсеков, симметричных с поврежденными (контрзатопление), восстановление остойчивости перепуском жидких грузов из верхних отсеков в нижние и приёмом балласта в нижние отсеки; восстановление целостности корпуса и переборок (заделка пробоин); откачка поступившей воды.

## Таблицы непотопляемости
Чтобы сократить, а по возможности исключить расчеты элементов плавучести и остойчивости в случае повреждения, и облегчить принятие решения, заранее вычисленные данные по типовым вариантам затоплений сводятся в табличную форму. В таблицах указывают:
- объем каждого водонепроницаемого отсека;
- величины изменения остойчивости и осадки, крена и дифферента судна при их затоплении для двух случаев: полностью и частично (со свободной поверхностью).

При этом крен на правый борт считается положительным, а на левый отрицательным; заполнение отсека считается как отрицательное изменение плавучести, осушение как положительное. Это позволяет вычислять суммарное влияние затопления / осушения нескольких отсеков.
Вторая половина таблиц содержит рекомендованные меры спрямления для каждой ситуации:
- перепуск / перекачка жидких грузов;
- выбор отсеков на затопление или осушение.

Обычно таблицы сопровождаются схемой водонепроницаемых отсеков. На схеме указываются сокращенные данные для каждого отсека в форме дроби, например: 
{\displaystyle {\frac {-0,2|1,45}{-8,54}}}
Рассмотрение пяти основных случаев показывает, почему определение случая затопления критически важно. Неправильный выбор способа спрямления или удаления воды может вызвать ухудшение остойчивости и привести к потере судна. Например, попытка спрямить контрзатоплением судно, относящееся к пятому случаю, может вызвать переваливание с динамическим моментом выше допустимого, и опрокидывание.
Очевидно, что для определения состояния судна необходима точная информация: какие отсеки затоплены, частично или полностью, сообщаются они с забортной водой или нет. С этой целью организуется сигнализация, осмотр помещений, а на боевых кораблях — также постоянная вахта и дозоры живучести.
Впервые таблицы непотопляемости в пригодной для практики форме были созданы А. Н. Крыловым в 1904 году.